# Pidonia chujoi
Pidonia chujoi là một loài bọ cánh cứng trong họ Cerambycidae.